# Tanacetum platyrachis
Tanacetum platyrachis là một loài thực vật có hoa trong họ Cúc. Loài này được (Boiss.) Kovalevsk. miêu tả khoa học đầu tiên năm 1961.